# Organisation arabe des satellites de communications
L'Organisation arabe des satellites de communications (appelée communément Arabsat) a été créée en 1976 par les États membres de la Ligue arabe.

## Satellites Arabsat
L'organisation s'est dotée de plusieurs générations de satellites de télécommunications Arabsat, dont les premiers ont été principalement réalisés au Centre spatial de Cannes - Mandelieu, basée sur des plateformes Spacebus, tandis que les satellites plus récents sont construits à Toulouse sur la base des plateformes Eurostar d'EADS Astrium.

### La flotte passée
Les derniers satellites Arabsat lancés, en 2010 et 2011, sont des satellites Arabsat 5, c'est-à-dire la cinquième génération de satellites Arabsat.

#### Première génération

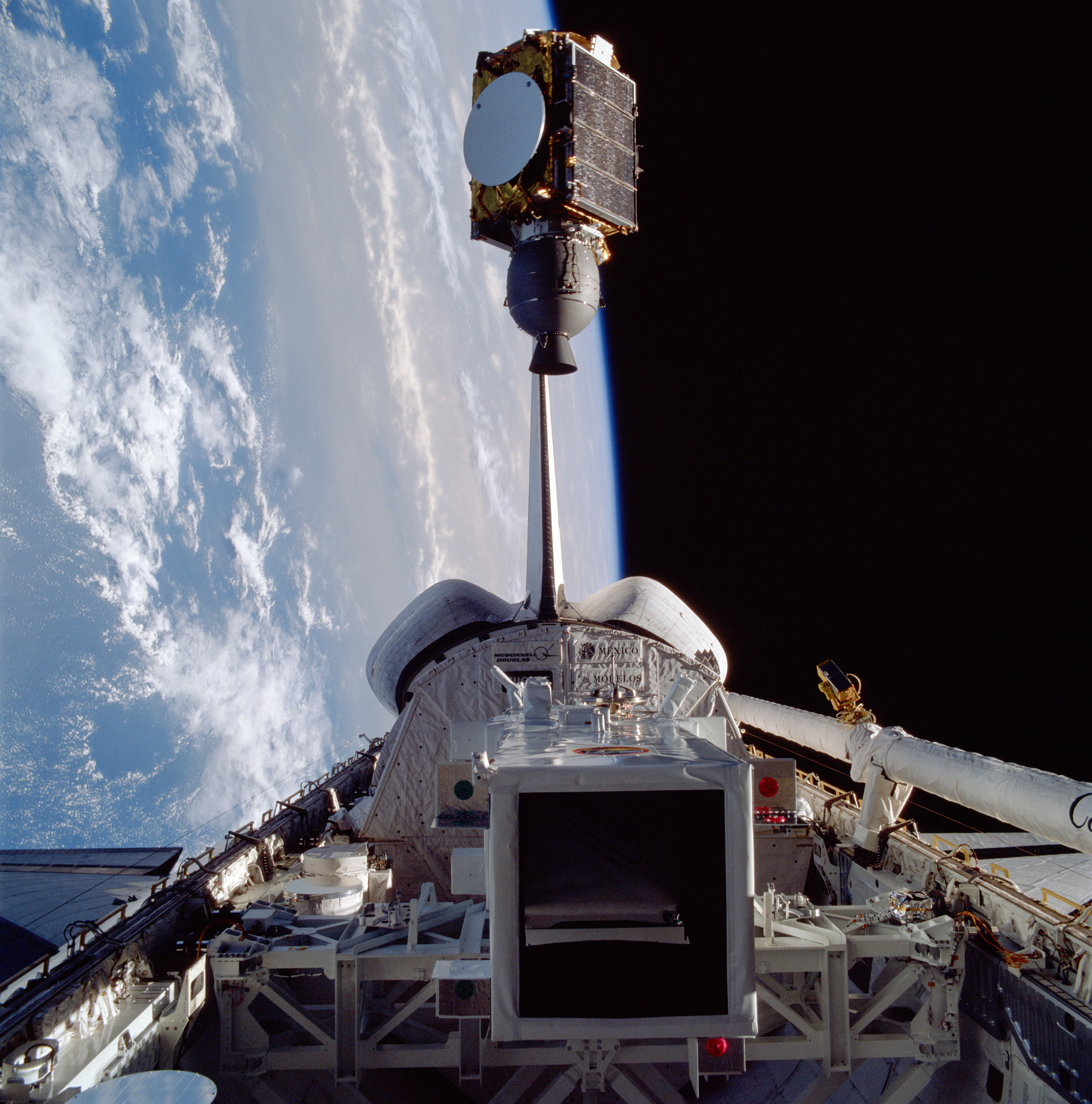
Arabsat-1B à la sortie de la soute de la navette spatiale

La première génération était composée de trois satellites : Arabsat 1A et 1B lancés en 1985 puis Arabsat 1C en 1992. Ils sont construits par Aerospatiale (aujourd'hui Thales Alenia Space) sur une plateforme SpaceBus 100 dont ils sont les trois seuls exemplaires.
Le premier, Arabsat 1A, est lancé par Ariane 3 le 8 février 1985. Un de ses deux panneaux ne se déploie pas, ce qui amoindrit les capacités opérationnelles du satellite. Puis d'autres pannes se déclarent, confinant le satellite au rôle de satellite de réserve (spare).
Le deuxième, Arabsat 1B, est lancé quelques mois après (le 17 juin 1985) depuis la Navette spatiale.
Le troisième, Arabsat 1C, est lancé par Ariane 4 le 26 février 1992, c'est-à-dire à la fin de la vie opérationnelle des deux précédents. En novembre 1997, il est revendu à l'Organisation indienne pour la recherche spatiale et prend le nom de INSAT-2DT.
À ces trois satellites se rajoutent deux satellites rachetés en fin de vie. D'abord Anik D2, rebaptisé Arabsat 1D, racheté en septembre 1993 à Télésat Canada et opéré jusqu'en mars 1995. Puis pour le remplacer Telstar 301, rebaptisé Arabsat 1E, racheté en janvier 1995 à Loral-Skynet et opéré jusqu'en septembre 1996. Ces deux satellites étaient du type HS376.

#### Deuxième génération
La deuxième génération de satellites déployée par Arbasat est composée de quatre satellites :
Arabsat 2A et 2B sur des plateformes SpaceBus 3000A et lancés en juillet et novembre 1996 par des Ariane 4.
À ces deux satellites neufs viennent se rajouter deux achats :
En janvier 2003, Panamsat 5 est racheté à PanAmSat. Il s'agit d'un HS601 lancé en 1999. Il est revendu quatre ans plus tard à Intelsat et prend le nom d'Intelsat 5.
En mars 2003, Eurobird 2 (anciennement nommé Hot Bird 5 avant son repositionnement) racheté à Eutelsat. Il s'agit d'un Eurostar 2000+ lancé en 1999.

#### Troisième génération
La troisième génération de satellites déployée par Arabsat n'est composée que d'un unique appareil, Arabsat 3A (ou Badr 3).
Il s'agit comme pour Arabsat 2A et 2B d'un satellite de type SpaceBus 3000. Lancé en février 1999 par une Ariane 4. Il est arrêté en décembre 2001, après moins de trois ans d'opération au lieu des treize prévus. Il avait perdu la moitié de sa puissance à la suite d'une panne du pilotage des panneaux solaires.

### La flotte actuelle
La flotte actuelle est composée de cinq satellites répartis sur trois positions : Arabsat 5C à la position 20° Est, Badr 4 (ou Arabsat 4B), Badr 5 (ou Arabsat 5B) et Badr 6 (ou Arabsat 4AR) à 26° Est et Arabsat 5A à 30,5° Est.

Badr 4 et Badr 6 (la quatrième génération de satellites Arabsat) sont de la gamme Eurostar E2000+, lancés respectivement en 2006 et 2008. Les trois Arabsat 5 (la cinquième génération de l'organisation) sont de la gamme E3000 (successeur de E2000 et E2000+) et ont été lancés en 2010 et 2011,,

### Les contrats futurs
L'organisation Arabsat prévoit d'agrandir sa flotte avec trois nouveaux satellites. Arabsat 6A pour rejoindre la position 30,5° Est à l'horizon 2018, Badr 7 (ou Arabsat 6B) qui devrait être co-localisé à 26° Est et Arabsat 6E pour une nouvelle position orbitale à 34,5° Est.
Arabsat 6A sera le premier satellite commandé de la compagnie (c'est-à-dire hors rachat de satellite déjà en vol) à ne pas être un satellite Alcatel/Thalès ou Astrium/Airbus puisqu'il sera construit par Lockheed Martin sur une plate-forme A2100.

## Satellites HellasSat
En 2013, Arabsat fait l'acquisition de la société grecque HellasSat. La compagnie arabe devient ainsi propriétaire du satellite HellasSat 2. Une plateforme Eurostar 2000+ lancée en mai 2003 et positionnée à 39° Est (une position orbitale alors inoccupée par Arabsat). À la suite de cet achat, la compagnie annonce la commande de deux satellites pour le compte de sa nouvelle filiale : HellasSat 3 en collaboration avec Inmarsat et HellasSat 4 sont lancés le 28 juin 2017 (HellasSat 3) et le 5 février 2019 (HellasSat 4) par Ariane 5.

## Direction et conseil d'administration
En 2018, le président exécutif d’Arabsat est Khaled Ben Ahmed Balkheyour.
En avril 2018, la Tunisie devient membre du conseil d’administration d’Arabsat.